# Torba (Baustoff)
Torba ist ein zementähnlich verfestigtes, sehr stabiles Material, das zur Herstellung von Fußböden in neolithischen Tempeln auf Malta und Gozo Verwendung fand. Dazu wurde zerstoßener Globigerinenkalk auf ein Bett aus kleinen Steinen aufgebracht und ähnlich der Kalkpresstechnik mehrmals befeuchtet und gestampft.